# Mein Leopold (1924)
Mein Leopold ist ein deutsches Stummfilmvolksstück aus dem Jahre 1924 von Heinrich Bolten-Baeckers.

## Handlung
Schuhmachermeister Gottlieb Weigelt hat es weit gebracht. Er besitzt einen eigenen, großen Laden und hat einen Werkführer sowie zwölf Gesellen angestellt. Sein ein und alles ist sein Sohn Leopold, ein Nichtsnutz, der sich mehr schlecht als recht als Gerichtsreferendar versucht, aber vor allem durch Abwesenheit und Faulheit glänzt. Dafür ist er im Ausgeben des väterlichen Geldes ganz groß. Seine finanzielle Situation wird derart prekär, als er eine Tänzerin kennenlernt, die sich als sehr kostspieliges Vergnügen erweist. Bald sieht Leopold sich dazu bemüßigt, die Unterschrift seines Vaters zu fälschen, um die Wechsel seines Geldverleihers auszulösen. Der alte Weigelt erkennt nicht, wie tief sein heißgeliebter Sohn in eine gefährliche Situation abrutscht. Er verfasst sogar einen zornigen Brief an einen Richter, weil dieser in Weigelts Augen nicht den wahren Wert von Leopold zu erkennen mag. Weigelts Werkführer Starke versucht ebenso vergeblich dem Alten die Augen zu öffnen wie auch Klara Weigelt, die von ihrem Vater stets weniger Aufmerksamkeit und Liebe erhielt als Leopold. Sie schließt sich den Bemühungen Starkes, den sie liebt, an. Wütend wirft Weigelt Starke aus seinem Betrieb und sagt sich von Klara los.
Leopold Weigelts Extravaganzen haben bald all das Vermögen des Vaters aufgezehrt. Schließlich kommt auch die väterliche Firma unter den Hammer. Kaum ist beim Alten nichts mehr zu holen, macht sich Leopold aus dem Staub. Erstmals empfindet der Vater, der nun alles verloren hat, das Verhalten des Sohnes als regelrechten Tiefschlag. Er muss sein Leben neu ordnen und beginnt wieder ganz von unten: als kleiner Flickschuster in einem fremden Betrieb. Der gewissenlose Sohn ist ebenfalls ganz unten angelangt; in Hamburg schließt er sich einem Landstreicher an und geht mit ihm auf die Walz. Er und sein Kumpan finden aber durch eine glückliche Fügung einen Arbeitsplatz in einer Maschinenfabrik. Nun findet ein Wandel in Leopolds Wesen statt: er wird fleißig und zuverlässig, arbeitet hart und schafft eines Tages sogar den Aufstieg bis zum Teilhaber der Firma. Im Laufe der Jahre haben sich Weigelt und seine Tochter, die inzwischen Starke geheiratet hat, wieder versöhnt. Leopold, der durch seine lange Abwesenheit nichts vom Niedergang seines Vaters weiß, hat sich zuletzt vergeblich bemüht, dessen Aufenthaltsort zu ermitteln. Auch bei Vater Weigelt und Tochter Klara gilt Leopold als verschollen. Erst ihr Ehemann Starke kommt Leopolds Verbleib auf die Spur und kann eine Versöhnung zwischen Vater und Sohn arrangieren.

## Produktionsnotizen
Mein Leopold entstand auf dem UFA-Gelände in Neubabelsberg. Der Film passierte am 27. September 1924 die Filmzensur und wurde, je nach Quelle, entweder am 30. September oder am 1. Oktober 1924 im Ufa-Palast am Zoo uraufgeführt. Die Filmlänge betrug 2218 Meter auf sechs Akte. Der für die Jugend freigegebene Film erhielt das Prädikat „volksbildend“.
Es war bereits die (nach 1913 und 1919) dritte von Bolten-Baeckers hergestellte Filmversion dieses populären Stoffes.
Die Filmbauten entwarf Erich Czerwonski, die Kostüme stammen aus der Hand von Aenne Willkomm.
Mein Leopold sollte sich über die Jahrzehnte als überaus populärer Filmstoff erweisen. Spätere Fassungen entstanden in den Tonfilmjahren 1931 und 1955. 1987 drehte das DDR-Fernsehen eine eigene Version.

## Kritik
Wiens Neue Freie Presse schrieb am 3. März 1925, in Erinnerung an Alexander Girardis „Leopold“-Bühneninterpretation Jahrzehnte zuvor: "Mit Spreewasser getauft, ist der Schustermeister Gottlieb Weigelt allerdings durch Girardis „Meine einzige Passion ist mein Leopold, mein Sohn“ ein Urwiener geworden. Der Film-Weigelt Kraußnecks zeigt wieder mehr die Behäbigkeit eines Berliner Biedermeiers und hat seinen Höhepunkt im Moment, als er erkennt, wo ihn der Schuh drückt. Walter Slezak als „Früchterl“ Leopold begnügt sich diesmal damit, ein leichtsinniger, hübscher Junge zu sein. Sowohl im Film als in der Operette hat man ihn darstellerisch schon besser gesehen. (…) Der Film im ganzen heimelt durch seine biedermeierlichen Wohn- und Seeleninterieurs an."